# Красный мост (Сухум)
Красный мост — мост в Сухуме. Перекинут через реку Басла, введённый в эксплуатацию в 1951 году. К мосту ведут следующие улицы:
улица Читанава и улица Акиртавы.
Название свое получил от того, что был покрашен в красный цвет.
На мосту располагаются две пешеходные зоны и трехполосная автомобильная дорога.

## Конструкция
Мост представляет собой железобетонный арочный мост на двух опорах. Имеет четыре  декоративных колонны, четыре богато декорированные лестницы, пешеходные зоны отделены от проезжей части металлическим заборчиком.

При входе на мост на тумбах расположены вазоны. 

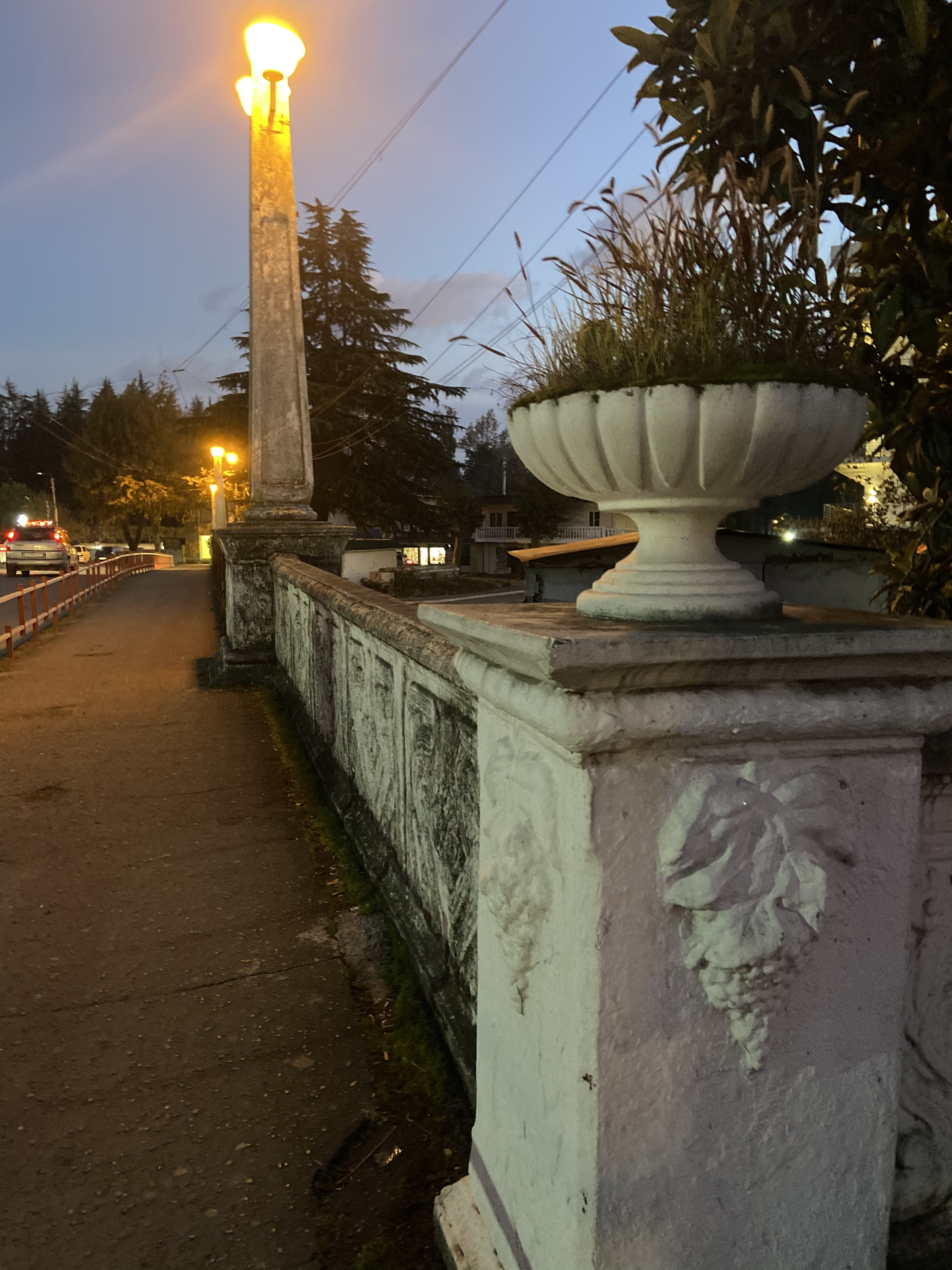
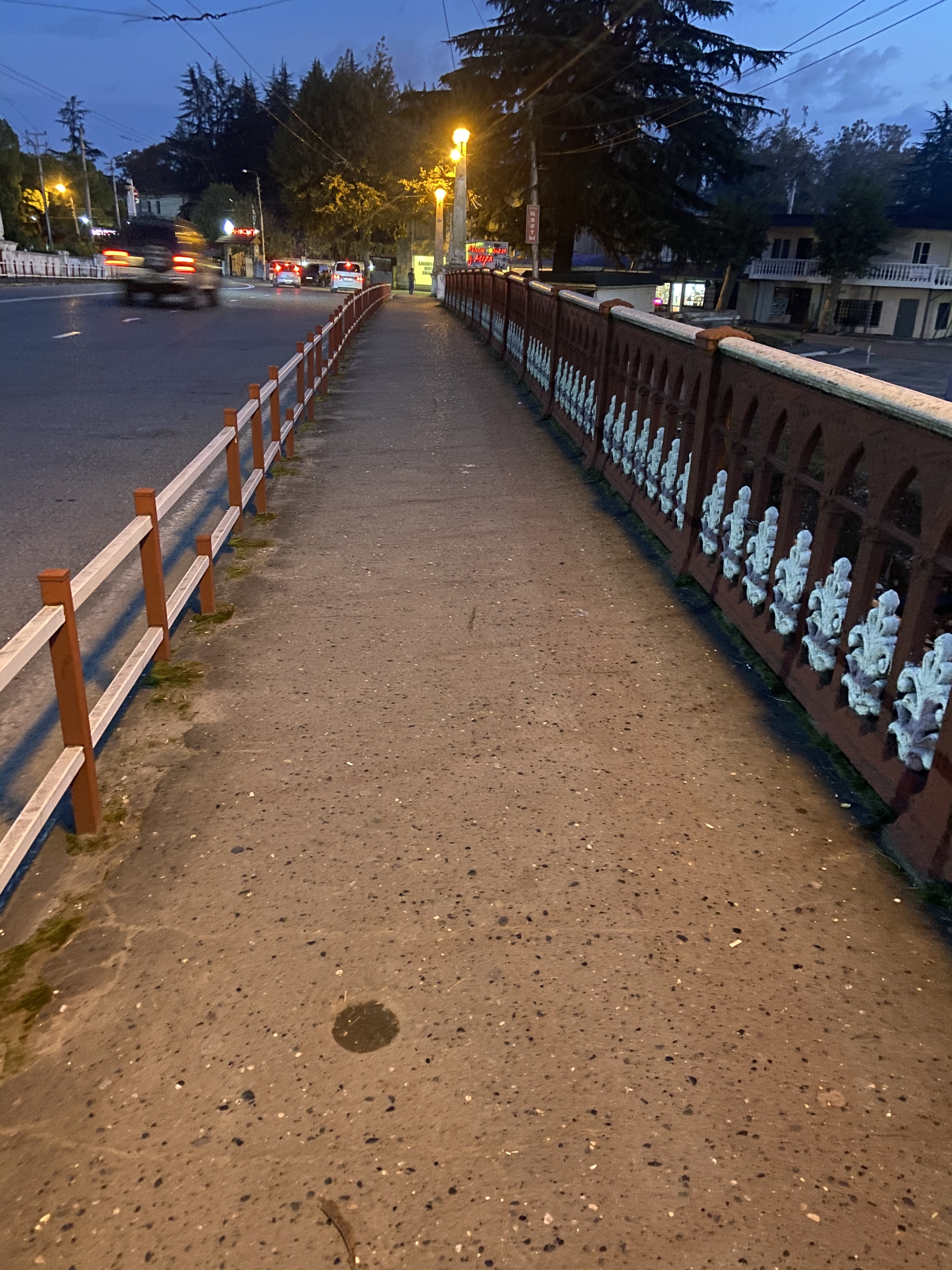
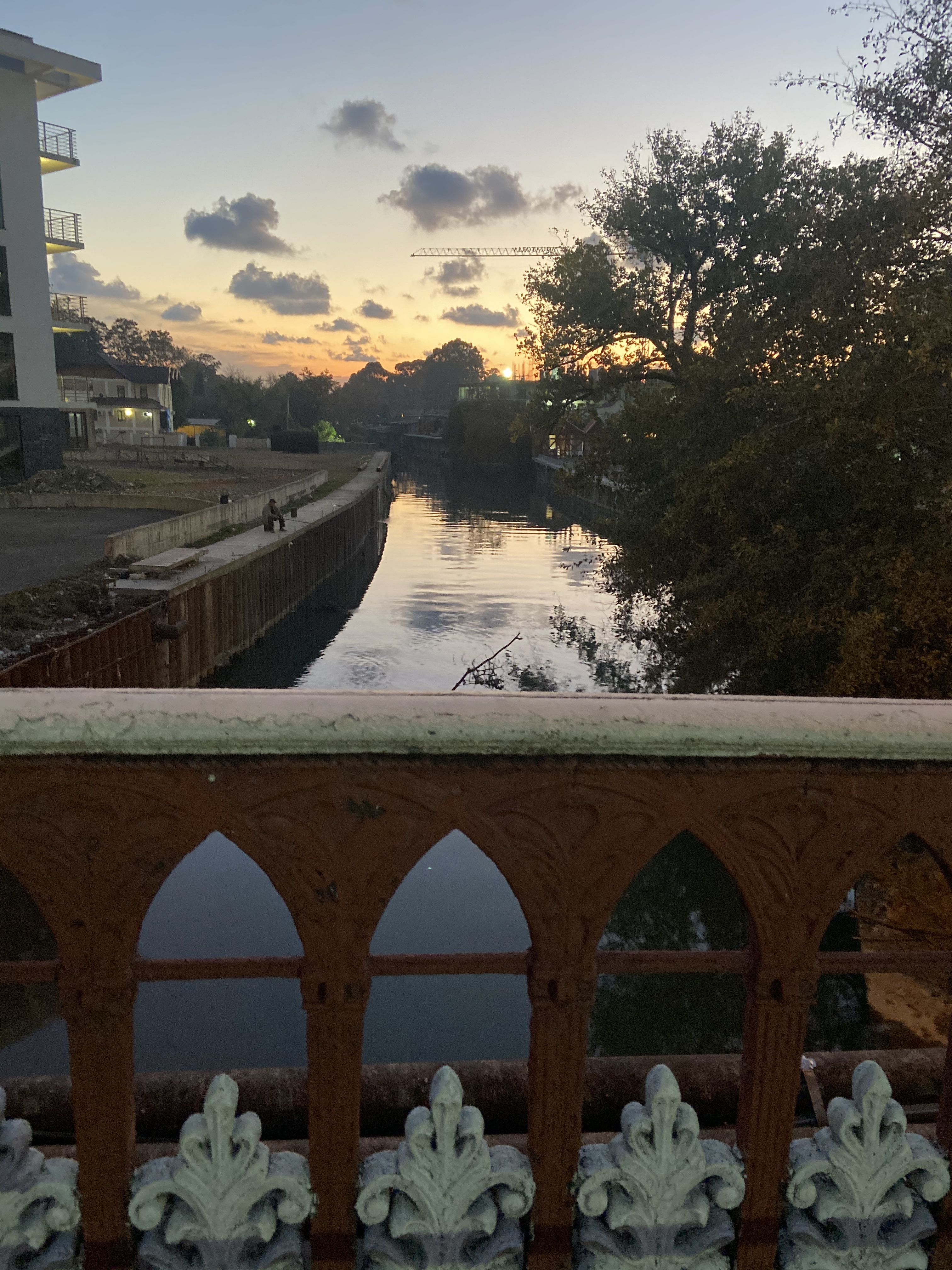
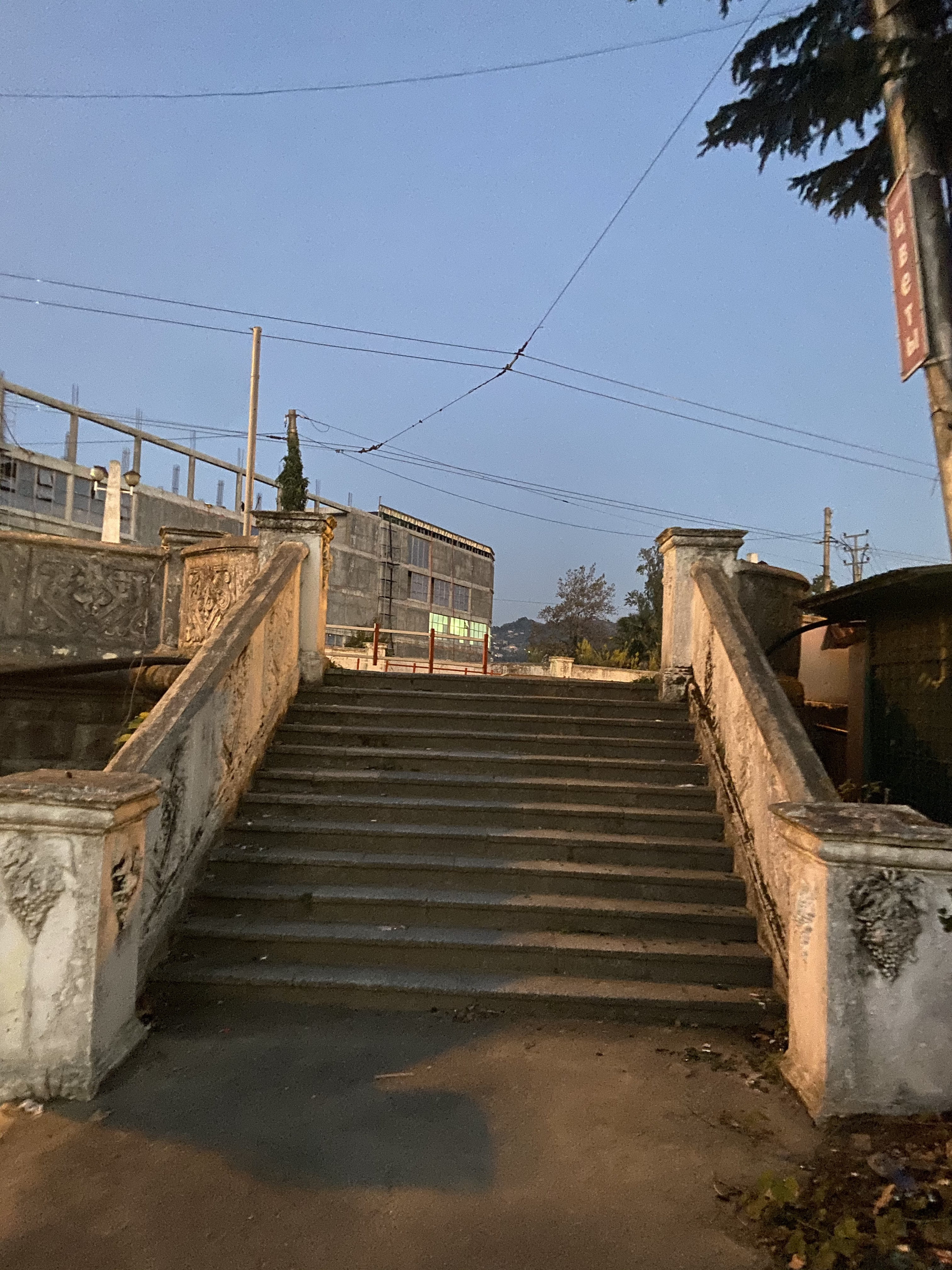
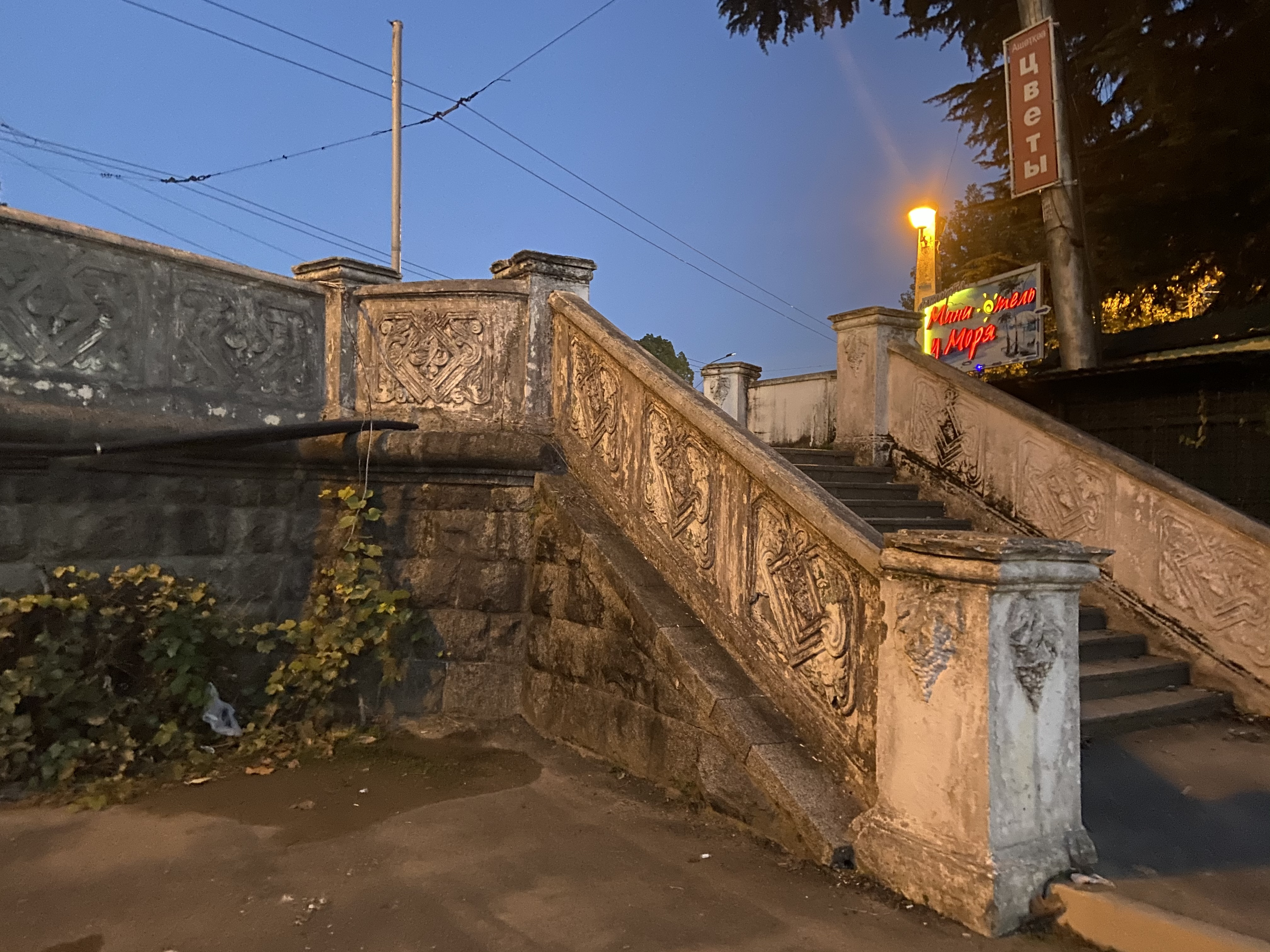
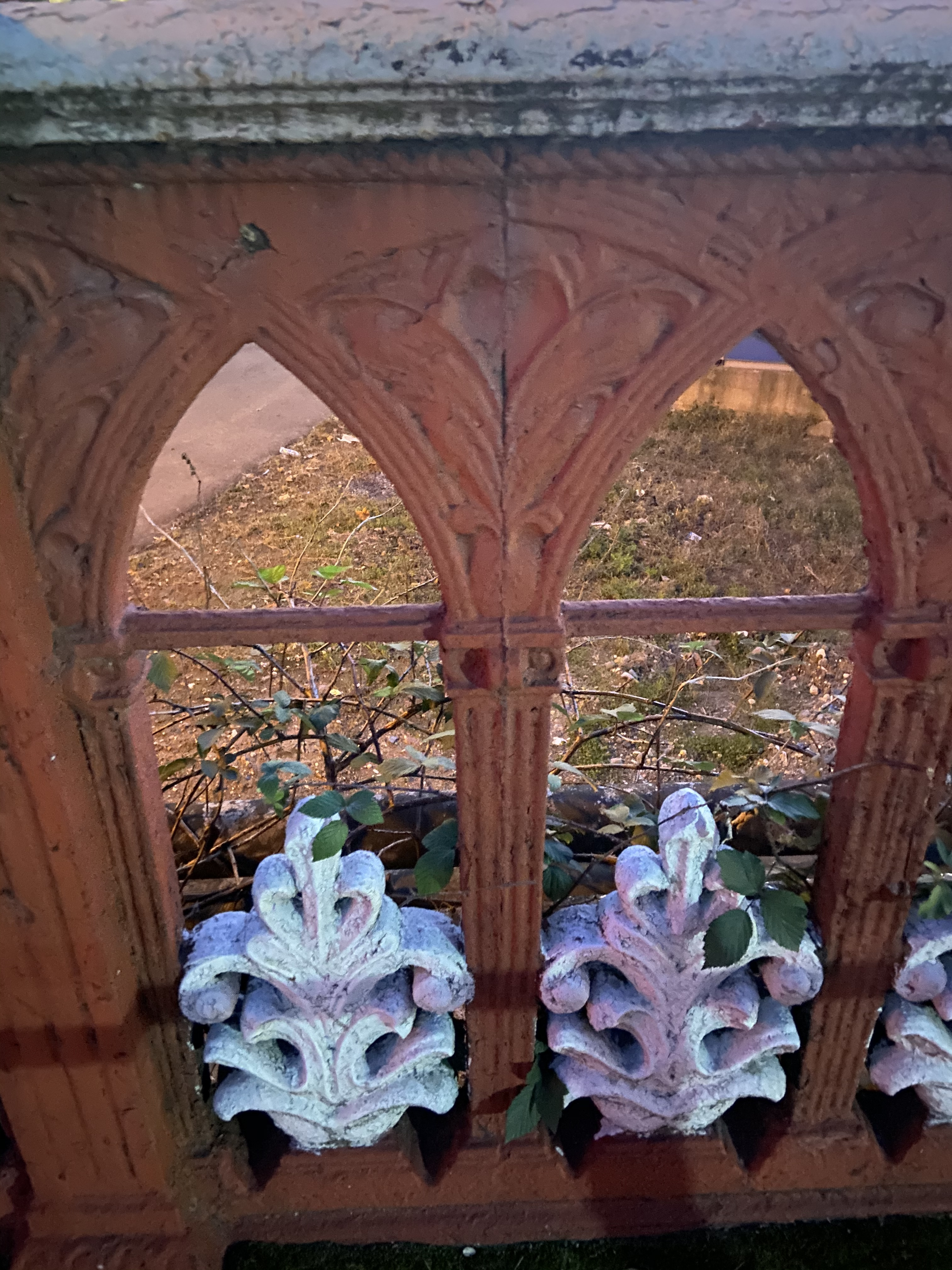

## История
Название моста перешло от моста, соединяющего село Абжьакуа и улицу Чанба. Это небольшой металлический мост с фермами по типу железнодорожных мостов, выкрашенный краской на основе металла сурик, которому оксид железа придает кирпично-красный цвет. Отсюда появилось название «Красный».
Позже этот мост заменили новым, железобетонным, но название закрепилось.
Цель возведения моста — соединение солдатских казарм, которые располагались на левом берегу, с офицерскими помещениями, которые располагались на территории современного санатория МВО и РВСН.
Мост известен тем, что на нём был организован первый оборонительный рубеж во время грузино-абхазского конфликта.
Утром 14 августа 1992 года началась грузинская операция «Меч»" - на Красном мосту были первые бои за Сухум.